# 石尾根

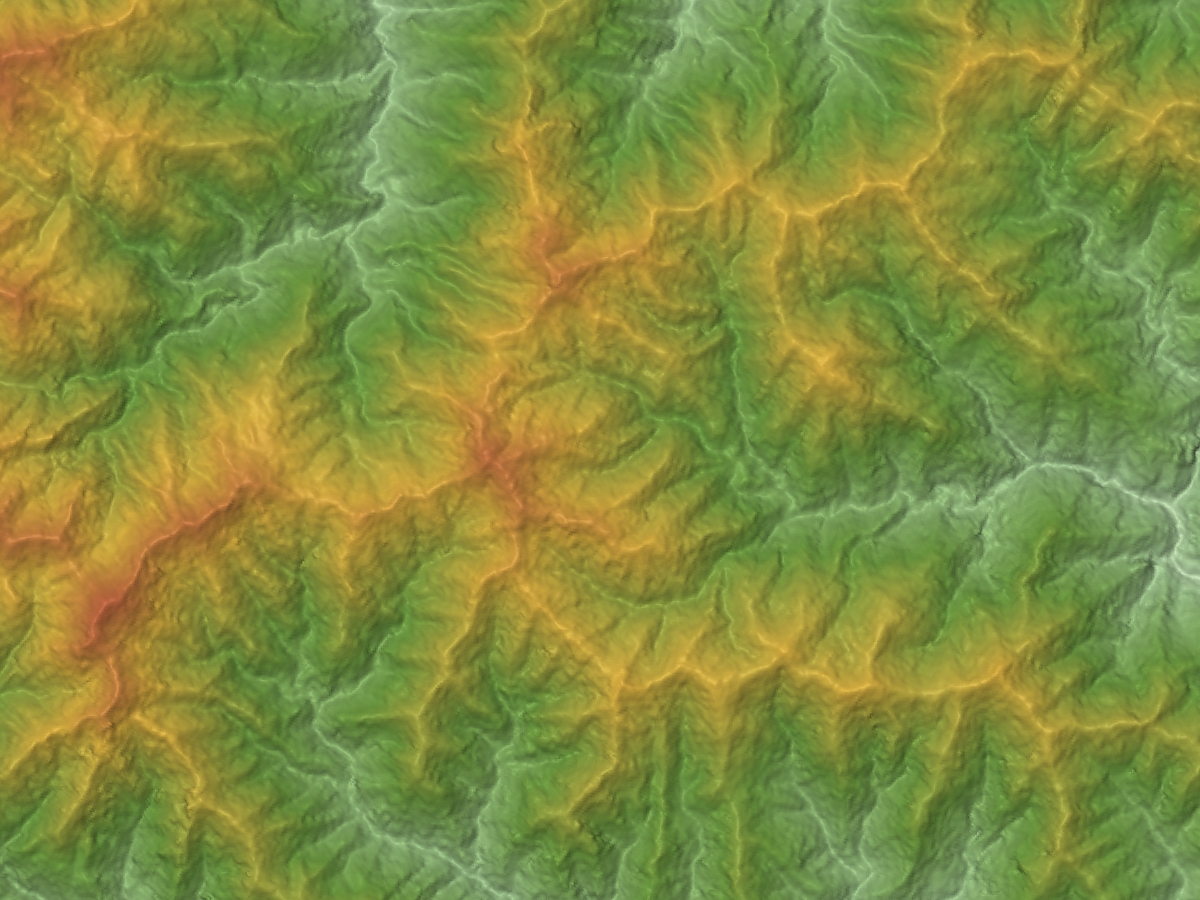
雲取山(中央)周辺の地形図
右下へと延びる尾根が石尾根で大部分は写っている

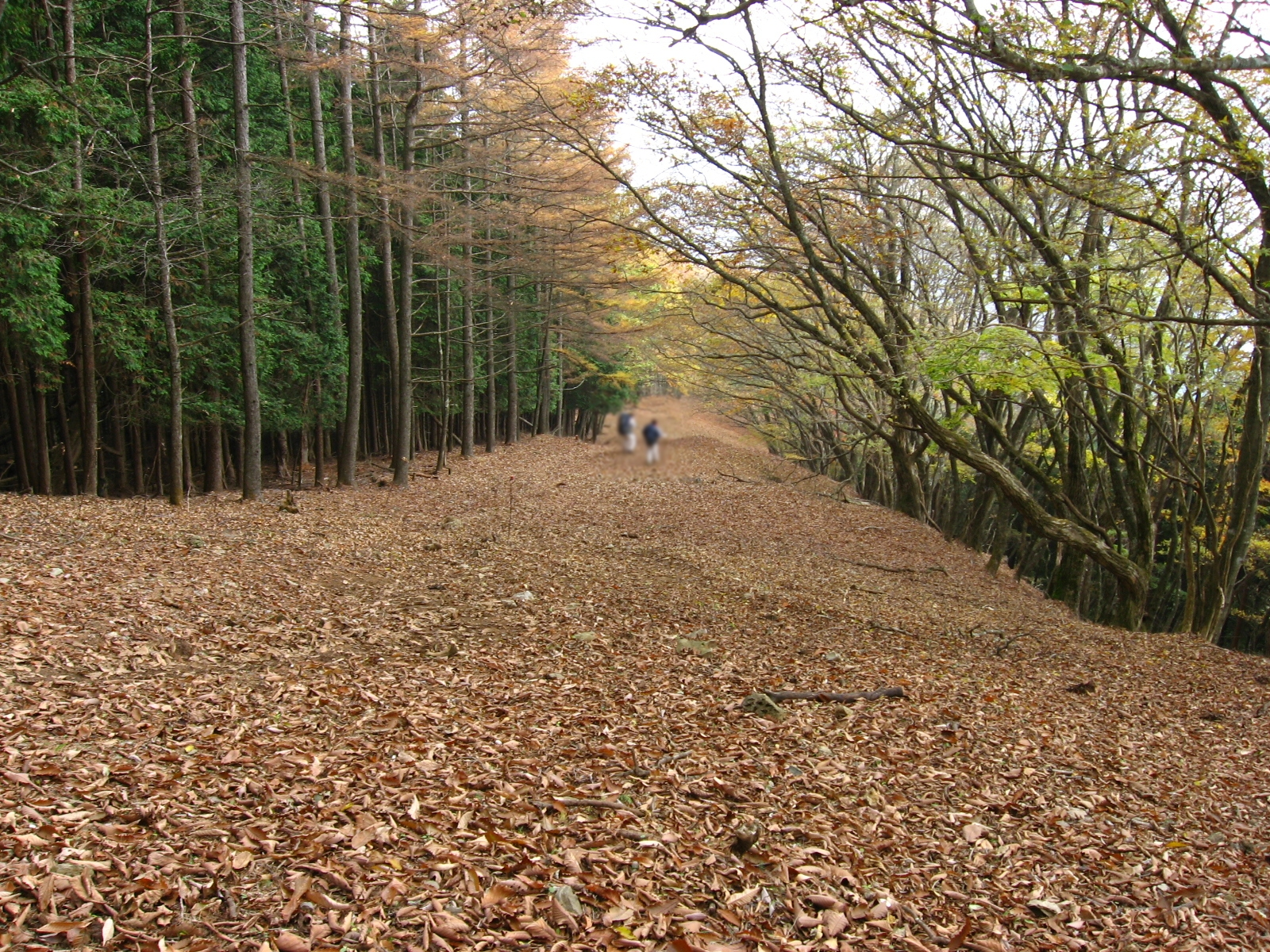
六ツ石山 - 三ノ木戸山の石尾根（2006年11月5日）

石尾根（いしおね）は東京都西部の奥多摩山域にある尾根。雲取山からJR青梅線の奥多摩駅付近まで延びる。
この山域の中では比較的標高が高く、防火線のため両脇の木が比較的少ないので景色が良い。また植生は落葉広葉樹林が主なので、新緑や花、紅葉も見ることができる。
雲取山から七ツ石山までは東京都西多摩郡奥多摩町と山梨県北都留郡丹波山村の境目をなすが、七ツ石山から下は奥多摩町に入る。
奥多摩駅から雲取山まで所要時間は登り10時間15分、下り8時間。尾根上または付近の山小屋として、鷹ノ巣山避難小屋、七ツ石小屋、雲取山避難小屋、雲取山荘がある。

## 通る山
※雲取山側から
雲取山・七ツ石山・高丸山・鷹ノ巣山・六ツ石山・三ノ木戸山